# Kokotsha
Kokotsha is een dorp in het district Kgalagadi in Botswana. De plaats telt 1224 inwoners (2011).